# Castello Cabiaglio
Castello Cabiaglio (Cabièj in dialetto varesotto) è un comune italiano di 565 abitanti della provincia di Varese, in Lombardia.

## Geografia fisica
Il comune è situato lungo la strada provinciale 45 che dal limitrofo comune di Brinzio, passando nei boschi situati ai piedi del versante nord del massiccio del Campo dei Fiori, giunge a Orino.

## Origini del nome
Il nome Cabiaglio deriverebbe dalle caratteristiche del paese, che per la sua posizione in epoca medievale era considerato il "castello della valle" adiacente (cioè la Valcuvia). Tale denominazione in latino verrebbe resa come Castrum Vallis , via via semplificata nel corso del tempo, diventando Ca' Vallis (o Viallis), poi Ca' Biallis, poi Cabialij (o Cabialy), e infine Cabiaglio. Secondo altre fonti, il nome potrebbe derivare dalla voce latina cavealis da cavea (recinto, cavità) oppure da capulum (cavo per il trasporto del legname).
Fino al 27 novembre 1939 il comune portò semplicemente il nome di Cabiaglio; in quella data, il rettorato comunale deliberò all'unanimità di adottare il toponimo Castel Cabiaglio, ritenendolo più storicamente corretto, in ossequio alla posizione del borgo all'imboccatura della Valcuvia. Sebbene tale nome non si riscontri in quasi nessun documento storico e il borgo sia sempre indicato col solo nome di Cabiaglio, una lapide risalente al XIX secolo, sita su un edificio del centro storico, riporta la seguente epigrafe: Castel Cabiaglio, provincia di Como, Distretto di Cuvio. Ciò comproverebbe che in quel tempo il comune fosse effettivamente conosciuto col toponimo di Castel Cabiaglio. L'ipotesi è rafforzata da un documento manoscritto datato 1821, ove è impresso un sigillo recante la scritta Comune di Castello Cabiaglio. Dal 7 agosto 1940 il comune assunse ufficialmente l'attuale denominazione, a seguito dell'entrata in vigore del regio decreto 10 giugno 1940, n. 883.

## Storia
L'area di Castello Cabiaglio era colonizzata già in epoca romana, come si desume dal ritrovamento, avvenuto nel 1889, di una decina di tombe con struttura a "cassetta di beole", il cui contenuto (vasi fittili, oggetti in vetro, ferro e monete imperiali di bronzo) consentì una loro datazione al I secolo d.C. Tuttavia è verosimile che la valle in cui si trova il paese fosse abitata già dal II millennio a.C.
Il centro abitato si sviluppa quasi parallelamente alla summenzionata strada provinciale che attraversa il paese; il nucleo storico conserva le caratteristiche dei borghi rurali dell'Alto Varesotto: in esso si trovano case in pietra, spesso collegate da androni coperti, strette vie porticate e pavimentazioni selciate.
Il territorio comunale è coperto in prevalenza da boschi, dove predominano alberi di castagno e faggio. Nella parte settentrionale del territorio permangono dei terrazzamenti, storicamente utilizzati per le coltivazioni agricole a ronco e per i vigneti, ma poi progressivamente abbandonati ed invasi dal bosco.

### Simboli
Al momento dell'insediamento di Pietro Cotta come feudatario della Val Cuvia (1450), egli manifestò la volontà di governare in accordo con le realtà preesistenti sul territorio da lui amministrato, sollecitando alleanze con le famiglie più potenti della valle, con particolare riguardo per quelle composte da notai, avvocati o giurisperiti. A Cabiaglio vi era una famiglia che rispondeva a tali requisiti: i Leoni, ivi residenti dal XIII secolo. Essi divennero pertanto l'emanazione nel borgo del potere feudale di riferimento tra la popolazione ed il feudatario della Valle.
Nell'archivio parrocchiale di Castello Cabiaglio si conserva un documento datato 1700, consistente in un'immagine a stampa nella quale sullo sfondo è raffigurato un borgo (Cabiaglio) in fiamme, mentre il primo piano è rappresentata la figura di Sant'Appiano, patrono del borgo. A lato del santo è raffigurato proprio lo stemma dei Leoni, a certificare il ruolo rilevante della famiglia. L'immagine mostra quindi come i Leoni rappresentino Cabiaglio nell'ambito civile, al pari di Sant'Appiano nella sfera spirituale.

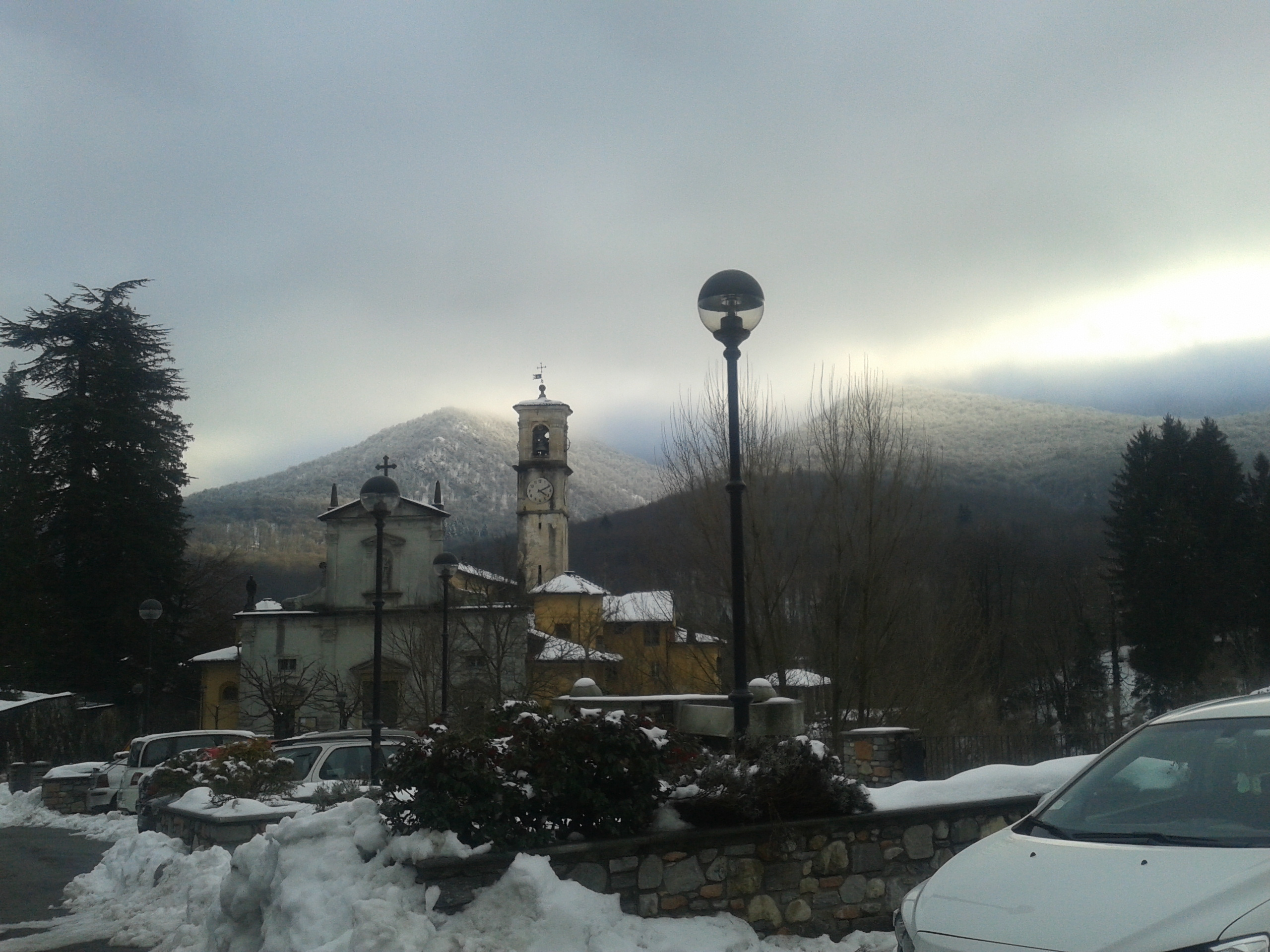
Parrocchia di Castello Cabiaglio

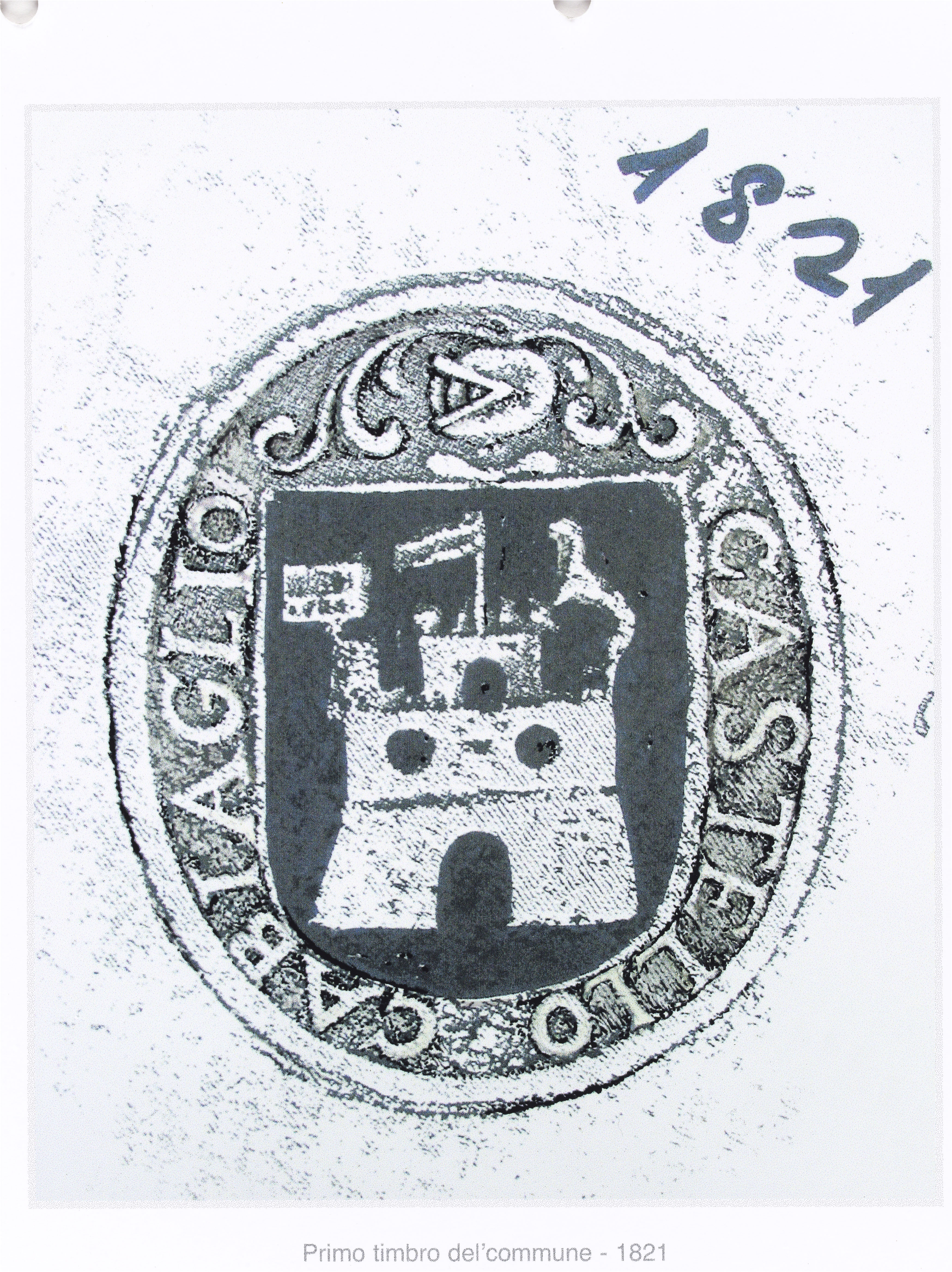
Sigillo della Comunità di Cabiaglio risalente al 1821

Lo stemma della famiglia Leoni è presente in due varianti, aventi come punto in comune la presenza di un leone. La versione più antica dell'emblema (raffigurata nell'immagine a lato) risale al 1692, come si desume da un documento dell'archivio parrocchiale di Cabiaglio. Lo scudo è troncato in due campi: in quello inferiore sono raffigurati sulla destra un leone rampante, sulla sinistra un edificio imponente (un palazzo o un castello). Al centro del campo superiore è raffigurata l'immagine della Vergine Maria; più sopra, oltre il bordo superiore dello scudo, campeggia una croce. Il tutto è sormontato da un cappello cardinalizio.
La versione laica dello stesso stemma è raffigurata nel summenzionato foglio a stampa; a differenza di quella religiosa, il cantone superiore dello stemma, in luogo della figura della Vergine, mostra un'aquila e la croce sovrastante è sostituita da un sole.
Da queste due versioni trasse origine lo stemma araldico della comunità di Cabiaglio. A metà del XIX secolo, quando Cabiaglio assunse lo status di comune (dapprima con convocato, poi con consiglio comunale), mantenne nel suo emblema le figure del castello e del leone.
La blasonatura, codificata nel D.P.R. del 29 marzo 2012, è la seguente:
Il gonfalone è un drappo partito di rosso e di bianco.

## Società

### Evoluzione demografica
- 278 nel 1751
- 368 nel 1805
- 460 nel 1853

Abitanti censiti